# Маргарет Кавендіш
Маргарет Кавендіш, при народжені Лукас (англ. Margaret Lucas Cavendish, Duchess of Newcastle-upon-Tyne, 1623, Колчестер — 15 грудня 1673) — англійська письменниця. Авторка поетичних творів, прози, філософських трактатів та п'єс.

## Життєпис
Була фрейліною королеви Генрієтти Марії Французької, разом з нею вирушила на заслання до Франції й жила при дворі Людовика XIV. У 1645 році одружилася з аристократом герцогом Вільямом Ньюкаслом з роду Кавендішів.
Маргарет вважала, що різні речовини складаються з атомів різної форми, розробила свою атомістичну теорію. Вона відкидала атоми як неподільні одиниці матеріального світу, наполягаючи на тому, що все тілесне є подільним. У 1667 році Кавендіш стала першою жінкою, допущеною на наукове засідання Лондонського королівського товариства.
Серед її творів виділяють фантастичний роман «Палаючий світ» (1666), у якому героїня через Північний полюс потрапляє в інший світ, де живуть тварини, що розмовляють людською мовою.
Маргарет вважається ранньою послідовницею ідей захисту тварин і противницею дослідів на тваринах.

## Твори
- Bowerbank, Sylvia and Sara Mendelson, eds. Paper Bodies: A Margaret Cavendish Reader. Peterborough: Broadview, 2000.
- Cottegnies, Line, and Nancy Weitz, eds. Authorial Conquests: Essays on Genre in the Writings of Margaret Cavendish. Cranbury, NJ: Fairleigh Dickinson University Press, 2003. ISBN 0 838 639836
- Cavendish, Margaret. Observations upon Experimental Philosophy'. ed. Eileen O'Neill. New York: Cambridge UP, 2001. ISBN 0 521 772044
- Cavendish, Margaret. Sociable Letters. Edited by James Fitzmaurice. Ontario: Broadview, 2004. ISBN 1 551 115581
- Cavendish. Margaret. The Description Of A New World Called The Blazing World And Other Writings. Edited by Kate Lilley. London: William Pickering, 1992 ISBN 1-85196-024-4
- Rees, Emma L. E. Margaret Cavendish: Gender, Genre, Exile. Manchester: Manchester UP, 2004
- Whitaker, Kate. Mad Madge: Margaret Cavendish, Duchess of Newcastle, Royalist, Writer and Romantic. London: Chatto and Windus, 2003. ISBN 0-7011-6929-X